# Manuel Chavarría
Manuel Chavarría Zavala (* 6. Oktober 1951 in La Coruña, Francisco I. Madero, Coahuila), nach seiner Herkunft auch bekannt unter dem Spitznamen El Coruña, ist ein ehemaliger mexikanischer Fußballspieler auf der Position eines Verteidigers.

## Leben
Chavarría begann seine Profikarriere beim CF Torreón und bestritt nach dessen Aufstieg in die höchste Spielklasse das Debütspiel der Diablos Blancos in der Saison 1969/70.
1971 wechselte er zum Club Deportivo Guadalajara und wurde Nationalspieler, der in den Jahren 1971 und 1972 insgesamt 12 Einsätze für die mexikanische Fußballnationalmannschaft absolvierte.
Von 1976 bis zu seinem Karriereende 1983 stand Chavarría bei den Tecos UAG unter Vertrag.